# Drammen
Drammen je grad i središte istoimene općine i okruga Buskerud u Norveškoj. 

## Zemljopis
Grad se nalazi u istočnoj Norveškoj u regiji Østlandet (Istočna Norveška) na obalama fjorda Drammensfjord i rijeke Drammenselva. 

## Stanovništvo
Prema podacima o broju stanovnika iz 2007. godine u općini živi 62.566 stanovnika.

## Gradovi prijatelji
- Island - Stykkishólmur
- Danska - Kolding
- Švedska - Örebro
- Finska - Lappeenranta

## Poznate osobe
- Ole Einar Bjørndalen, norveški biatlonac
- Martin Ødegaard, norveški nogometaš

## Vanjske poveznice
- Službene stranice općine

### Ostali projekti
|  | Zajednički poslužitelj ima još gradiva o temi Drammen |